# Golf van Macari
De Golf van Macari (Italiaans: Golfo di Macari) is een natuurlijke baai aan de noordwestkust van Sicilië in de Tyrreense Zee. De baai strekt zich uit van de oostkant van Monte Cofano tot aan Capo San Vito en valt bestuurlijk onder de gemeenten Custonaci en San Vito Lo Capo.

## Geografische ligging
Van west naar oost langs de kust wordt de golf voorafgegaan door de golf van Bonagia en het natuurreservaat Monte Cofano en de kust gaat na Capo San Vito verder met de golf van Castellammare. Aan de kant van de Monte Cofano bevindt zich de oude tonijnvisserij van Cofano. Aan de oostkant van de golf, bij het dorp Macari, liggen de de zanderige baai Santa Margherita en de baai van Bue Marino, twee kleinere inhammen van de golf.

## Het dorp
In het centrum ligt het vissersdorp Macari, dat zijn naam geeft aan de golf. Het is een gehucht van de gemeente San Vito Lo Capo, ligt op ongeveer 4 km van de hoofdplaats en heeft ongeveer 450 inwoners. Niet ver van Macari ligt ook het gehucht Castelluzzo.